# Amblyodipsas microphthalma
Amblyodipsas microphthalma – endemiczny gatunek jadowitego węża z podrodziny aparalakt (Aparallactinae) w rodzinie gleboryjcowatych (Atractaspididae).
Gatunek ten posiada 2 podgatunki:
- Amblyodipsas microphthalma microphthalma (Bianconi, 1852)
- Amblyodipsas microphthalma nigra Jacobsen, 1986

Najdłuższa zanotowana samica mierzyła 31,3 centymetra, samiec zaś 32 centymetry. Ciało w kolorze od ciemnobrązowego do czarnego.
Występują w Afryce Południowej – w południowym Mozambiku oraz w Południowej Afryce na terenie prowincji KwaZulu-Natal i Limpopo.